# Берјозовски (Кемеровска област)
Берјозовски (рус. Берёзовский) град је у Русији у Кемеровској области. Према попису становништва из 2010. у граду је живело 47279 становника.

## Становништво
| 1959. | 1970.  | 1979.  | 1989.  | 2002.  | 2010.  |
| ----- | ------ | ------ | ------ | ------ | ------ |
| 8.729 | 34.812 | 41.433 | 51.250 | 48.299 | 47.279 |